# ゾーリン県
ゾーリン県（ゾーリンけん、ベトナム語：Huyện Gio Linh / 縣由靈?）は、ベトナムクアンチ省の県である。1975年のベトナム戦争終結以前は北ベトナムと南ベトナムに分断する軍事境界線上に存在したが、当県は大部分が南側に属した。

## 行政区画
以下の2市鎮15社を管轄する。
- ゾーリン市鎮（Gio Linh / 由靈）
- クアヴィエト市鎮（Cửa Việt / 𨷶越）
- ゾーアン社（Gio An / 由安）
- ゾーチャウ社（Gio Châu / 由洲）
- ゾーハイ社（Gio Hải / 由海）
- ゾーマイ社（Gio Mai / 由枚）
- ゾーミー社（Gio Mỹ / 由美）
- ゾークアン社（Gio Quang / 由光）
- ゾーソン社（Gio Sơn / 由山）
- ゾーヴィエト社（Gio Việt / 由越）
- ハイタイ社（Hải Thái / 海泰）
- リンハイ社（Linh Hải / 靈海）
- リンチュオン社（Linh Trường / 靈長）
- フォンビン社（Phong Bình / 豐平）
- チュンザン社（Trung Giang / 中江）
- チュンハイ社（Trung Hải / 中海）
- チュンソン社（Trung Sơn / 中山）